# バーニーズ あぶない!?ウィークエンド
『バーニーズ あぶない!?ウィークエンド』（原題：Weekend at Bernie's）は、1989年に公開されたテッド・コッチェフ監督のアメリカ映画。

## あらすじ
ニューヨークの保険会社に勤めるラリーと同僚のリチャード。焼け付くような暑さの中での休日出勤も、生真面目なリチャードが”何者かによる”データ偽造を発見したおかげで報われることに。手柄を知った社長のバーニーが、ごぼうびに2人をハンプトン島にある自分の別荘に招待してくれた。社長に気に入られた!と大喜びの２人。週末、”出世のために”島に向かった2人が目にしたのは、ビーチに天真爛漫な水着美女達、そしてバーニーが所有するプールつきの巨大な別荘。だが、別荘の中に入った彼らを待っていたのは何と社長バーニーの死体だった。呆気に取られている2人をよそに、巡回パーティーの客達が別荘に押し寄せてくる。せっかくのバカンスを台無しにしてなるものか!ラリーはリチャードに「バーニーに”生きているふり”をさせて、週末をやり過ごそうと」というムチャな提案するのだが…。リチャードの憧れの女性グエンや、不屈の（?）殺し屋のポーリーを巻き込んで、ラリーとリチャードのあぶない!?週末が始まった。

## スタッフ
- 製作 ヴィクター・ドレイ
- 監督 テッド・コッチェフ
- 脚本 ロバード・クレイン
- 撮影 フランソワーズ・プロタット

## キャスト
- ラリー（主人公）：アンドリュー・マッカーシー（吹替：宮川一朗太）

ニューヨークの保険会社に勤務しているスチャラカ社員。仕事以外の事に関しては恐るべき積極性を発揮する。同僚リチャードには迷惑掛けっぱなし。リチャードの痛烈な皮肉も意に介せず後先考えない行動に出る。一方でリチャードの恋路に対しては世話を焼く男。
- リチャード（ラリーの同僚）：ジョナサン・シルヴァーマン（吹替：二又一成）

もう一人の主人公。ラリーの同僚で、いつもラリーの暴走に振り回されている青年。女性には奥手。同じ会社のグエンに片思いしている。性格は基本的に真面目であるが、お調子者な側面も。ラリーの異常な提案に乗っかってしまったり、グエンに対してはその場に凌ぎのハチャメチャな嘘をついてしまう。
- グエン：キャサリン・メリー・スチュワート（吹替：日髙のり子）

バーニーのツテでラリー達の会社でバイトしている女の子。リチャードのアプローチを悪く思っていない。
- バーニー：テリー・カイザー（吹替：沢木郁也）

ラリーとリチャードが勤める会社の社長。２人にとって雲の上の人物であり、「金・女・地位」全てを手に入れたやり手の男。ハンプトン島では有名人。道行く人道行く人に声を掛けられる。当初２人を圧倒するほどのオーラを纏っていたが、リチャードの”お手柄”のお陰で人生の歯車が狂ってゆく。